# Miryam Tristán
Pour les articles homonymes, voir Tristan.
Miryam Tristán, de son nom complet Miryam Veruzhka Tristán Mancilla, née le 19 avril 1985 à Lima au Pérou, est une footballeuse internationale péruvienne. Elle joue au poste d'attaquante.

## Biographie

### Carrière en équipe nationale
Jouant en équipe du Pérou depuis 2003, Miryam Tristán en est la joueuse la plus expérimentée. Elle a disputé trois Sudamericanos Femeninos (2003, 2006, 2010) avec trois buts marqués (un par édition).
En 2005, elle remporte avec le Pérou la médaille d'or aux Jeux bolivariens. En 2019, elle fait partie du groupe amené à disputer les Jeux panaméricains 2019 dont elle est désignée capitaine.

#### Buts en sélection
| Buts en sélection de Miryam Tristán | Buts en sélection de Miryam Tristán | Buts en sélection de Miryam Tristán                   | Buts en sélection de Miryam Tristán | Buts en sélection de Miryam Tristán | Buts en sélection de Miryam Tristán | Buts en sélection de Miryam Tristán |
|                                     | Date                                | Lieu                                                  | Adversaire                          | Score                               | Résultat                            | Compétition                         |
| ----------------------------------- | ----------------------------------- | ----------------------------------------------------- | ----------------------------------- | ----------------------------------- | ----------------------------------- | ----------------------------------- |
| 1.                                  | 13 avril 2003                       | Estadio Monumental, Lima (Pérou)                      | Chili                               | 1-1                                 | 2-1                                 | Sud. Fem. 2003                      |
| 2.                                  | 13 août 2005                        | Estadio Hernán Ramírez Villegas, Pereira (Colombie)   | Venezuela                           | 1-0                                 | 5-1                                 | Jeux boliv. 2005                    |
| 3.                                  | 13 août 2005                        | Estadio Hernán Ramírez Villegas, Pereira (Colombie)   | Venezuela                           | 2-0                                 | 5-1                                 | Jeux boliv. 2005                    |
| 4.                                  | 13 août 2005                        | Estadio Hernán Ramírez Villegas, Pereira (Colombie)   | Venezuela                           | 3-0                                 | 5-1                                 | Jeux boliv. 2005                    |
| 5.                                  | 14 août 2005                        | Estadio Hernán Ramírez Villegas, Pereira (Colombie)   | Équateur                            | ?-0                                 | 4-0                                 | Jeux boliv. 2005                    |
| 6.                                  | 14 août 2005                        | Estadio Hernán Ramírez Villegas, Pereira (Colombie)   | Équateur                            | ?-0                                 | 4-0                                 | Jeux boliv. 2005                    |
| 7.                                  | 15 août 2005                        | Estadio Hernán Ramírez Villegas, Pereira (Colombie)   | Colombie                            | 0-1                                 | 0-2                                 | Jeux boliv. 2005                    |
| 8.                                  | 19 août 2005                        | Estadio Hernán Ramírez Villegas, Pereira (Colombie)   | Bolivie                             | 1-0                                 | 3-0                                 | Jeux boliv. 2005                    |
| 9.                                  | 19 août 2005                        | Estadio Hernán Ramírez Villegas, Pereira (Colombie)   | Bolivie                             | 3-0                                 | 3-0                                 | Jeux boliv. 2005                    |
| 10.                                 | 20 août 2005                        | Estadio Hernán Ramírez Villegas, Pereira (Colombie)   | Colombie                            | 0-1                                 | 0-3                                 | Jeux boliv. 2005                    |
| 11.                                 | 20 août 2005                        | Estadio Hernán Ramírez Villegas, Pereira (Colombie)   | Colombie                            | 0-2                                 | 0-3                                 | Jeux boliv. 2005                    |
| 12.                                 | 19 novembre 2006                    | Estadio José María Minella, Mar del Plata (Argentine) | Paraguay                            | 1-2                                 | 1-2                                 | Sud. Fem. 2006                      |
| 13.                                 | 6 octobre 2010                      | Estadio Bellavista, Ambato (Équateur)                 | Équateur                            | 1-0                                 | 1-2                                 | Sud. Fem. 2010                      |

## Palmarès
| Alianza Lima - Championnat du Pérou (1) : - Championne : 2021. - Vice-championne : 2023. |  | Pérou - Jeux bolivariens (1) : - Vainqueur : 2005. - Meilleure buteuse : 2005 (10 buts). |